# しのせ愛梨紗
しのせ 愛梨紗（しのせ ありさ、2005年1月21日 - ）は、日本の女子プロレスラー。東京都北区出身。血液型AB型。飛鳥プロレス、hotシュシュ所属。

## 所属
- アイスリボン（2022年 - 2024年）
- 飛鳥プロレス（2025年 - ）
- hotシュシュ（2025年 - ）

## 経歴
父親の影響で幼いころからプロレスを見ており、自分もリングに立ちたいと中学3年生でアイスリボンの練習生となる。一旦は高校進学のため練習を休んでいたが、2022年3月から再開しトレーニングを積む。
2022年5月4日、『アイスリボン横浜武道館大会II』にてリング上で挨拶を行い、父親がプロレスラーの篠瀬三十七であると公表。6月4日、『アイスリボン1205』にて朝陽を相手に初のエキシビジョンマッチを行う。同月18日、『横浜リボン2022・June』にて星ハム子とのエキシビションマッチ後、藤本つかさから1週間後の後楽園ホール大会でデビューすることが発表された。同月25日、リングネームが「しのせ愛梨紗」に決まったことを発表。
6月26日、後楽園ホールにて行われた『雨のち、リボン2022』でデビュー（対戦相手は尾﨑妹加）。同月27日、前日の試合で鎖骨を骨折したためしばらくの間欠場することを発表。
2023年7月17日、横浜ラジアントホールにて行われた『横浜リボン2023・July』で1年ぶりに復帰。同月27日、篠瀬三十七が代表を務める飛鳥プロレスの『2023年夏、飛鳥プロレス IN 新宿FACE』に初参戦。9月16日、『アイスリボン1300』のタッグマッチで咲蘭を押さえ込んで初勝利。
2024年11月1日、年末をもってアイスリボン退団を発表。
11月27日、後楽園ホールにて行われた『飛鳥プロレス10周年記念大会』で朱里とのシングルマッチに敗れた後、代表の篠瀬に入団を直訴し承諾を得て、2025年1月1日付で所属となる。
2025年6月14日、『hotシュシュ vol.12』レッスル武闘館大会にてhotシュシュ入団を発表。今後は、飛鳥プロレスとhotシュシュの2団体所属となる。

## 人物
- 2008年6月10日、後楽園ホールで行われた『武藤祭』の企画「武藤敬司コンテスト」に当時3歳で参加し優勝[13]。
- 2022年11月28日に放送された日本テレビ『しゃべくり007』にて、武藤敬司からシャイニング・ウィザードの使用許可を得る[14]。
- 2023年4月、アイドルユニット「H!Fly」に加入[15]。同月13日に代々木ミューズで行われた『IDOL PiT Vol.51 』にて初ライブを行った。
- 神姫楽ミサ選手とのタッグ「ちあふるプリンセス」略して「ちあぷり」を結成。

## 得意技
- シャイニング・ウィザード
- ちあふる☆ほいっぷ[11]

## タイトル
- インターナショナル・リボンタッグ王座（第66代 w/ 神姫楽ミサ）